# Pekanbaru
Pekanbaru (indonésky Kota Pekanbaru) je indonéské město v provincii Riau na ostrově Sumatra. V roce 2014 zde na rozloze 632,26 km² žil více než 1 milion obyvatel. Město rozdělené do 12 distriktů (indonésky distrik) je považováno za jedno z ''nejčistších'' velkých měst v celé Indonésii.

## Historie města
Na území města se usadily domorodé kmeny a v poklidu zde žily až do roku 1784, kdy zde byl zřízen ministerský dvůr sultanátu Siak Srí Indrapura. Místní vesnice byla povýšena na město. V roce 1749 však bylo předáno pod správu Sjednocené východoindické společnosti v rámci mírové dohody mezi ní a sultanátem. Po krachu společnosti na začátku 19. století město připadlo nizozemské koruně a bylo přiřazeno k celku nazvanému Nizozemská východní Indie.
Stalo se důležitým obchodním střediskem severu Sumatry. Obchodovalo se zde především s kávou a uhlím, které se vyváželo do celého světa. I přes správu Nizozemců měla na místní obyvatelstvo silný vliv kultura bývalého sultanátu. Během 19. a 20. století bylo město obchodním přístavem a sloužilo jako významné obchodní centrum celé severní Sumatře.
V únoru 1942 bylo obsazeno japonskými vojáky a byla zde zřízena okupační správa. Japonci zde začali stavět 220 km dlouhou železnici, která měla město spojit s pobřežím Malackého průlivu. Na stavbu Japonci využili více než 100 tisíc Indonésanů, 10 tisíc zajatých britských vojáků a asi 6,5 tisíce zajatých Nizozemců. Stavba nakonec nebyla dokončena a tamější kruté poměry připomíná jen její torzo. Město bylo osvobozeno v srpnu 1945 americkými vojáky.
Dnes je město významným obchodním centrem na Sumatře a místní ekonomice se celkem daří.

## Obyvatelstvo
Ve městě bylo v roce 2014 registrováno 1 093 416 obyvatel, většinou Indonésanů. Žijí zde také lidé z místních etnik, zejména Javánci, lidé z Batak a Indonésané číského původu.
Dle náboženství je obyvatelstvo rozděleno následovně:
- islám - 84,88 %
- křesťanství - 9,60 % (většinou katolíci)
- buddhismus - 3,47 %
- hinduismus - 0,03 %
- konfucianismus - 0,01 %
- ostatní - <0,01 %

## Partnerská města
- Atlanta, Georgie, Spojené státy americké
- Čchung-čching, Čína
- Danang, Vietnam
- Davao, Filipíny
- Džidda, Saúdská Arábie
- Fukušima, Japonsko
- Liou-čou, Čína
- Malakka, Malajsie
- Québec, Québec, Kanada
- San José, Kalifornie, Spojené státy americké
- Suwon, Jižní Korea
- Tegu, Jižní Korea
- Utrecht, Nizozemsko
- Zamboanga, Filipíny